# Nederlanders in het Amerikaanse voetbal
Nederlanders in het Amerikaanse voetbal geeft een overzicht van Nederlanders die een contract hebben (gehad) bij Amerikaanse voetbalclubs uit de hoogste drie divisies.

## VoetballersMLS
| Naam                | Club                   | Van  | Tot   | Opmerkingen |
| ------------------- | ---------------------- | ---- | ----- | ----------- |
| Victor Sikora       | FC Dallas              | 2008 | 2008  |             |
| Dave van den Bergh  | Kansas City Wizards    | 2006 | 2007  |             |
| Dave van den Bergh  | Red Bull New York      | 2007 | 2008  |             |
| Dave van den Bergh  | FC Dallas              | 2009 | 2009  |             |
| Ronald Waterreus    | Red Bull New York      | 2007 | 2007  |             |
| Richard Goulooze    | New England Revolution | 1998 | 1999  |             |
| Edwin Gorter        | New England Revolution | 1998 | 1999  |             |
| Edwin Gorter        | Miami Fusion FC        | 1999 | 1999  |             |
| Raimo de Vries      | Colorado Rapids        | 1996 | 1996  |             |
| Collins John        | Chicago Fire           | 2010 | 2010  |             |
| Sherjill Mac-Donald | Chicago Fire           | 2012 | 2013  |             |
| Hans Denissen       | San Antonio Scorpions  | 2012 | 2013  |             |
| Danny Koevermans    | Toronto FC             | 2011 | 2013  |             |
| Geoffrey Castillion | New England Revolution | 2014 | 2015  |             |
| Nigel de Jong       | LA Galaxy              | 2016 | 2016  |             |
| Johan Kappelhof     | Chicago Fire           | 2016 | heden |             |
| Roland Alberg       | Philadelphia Union     | 2016 | 2017  |             |
| Danny Hoesen        | San Jose Earthquakes   | 2017 | heden |             |
| John Goossens       | Chicago Fire           | 2016 | 2017  |             |
| Michael de Leeuw    | Chicago Fire           | 2016 | 2018  |             |

Kelvin Leerdam Seattle sounders 2013 2020

## HoofdtrainersMLS
| Naam          | Club           | Van  | Tot  | Opmerkingen |
| ------------- | -------------- | ---- | ---- | ----------- |
| Aron Winter   | Toronto FC     | 2011 | 2012 |             |
| Frank De Boer | Atlanta United | 2018 | 2020 |             |
| Ron Jans      | FC Cincinnati  | 2019 | 2020 |             |

## VoetballersNASL
| Naam               | Club                            | Van  | Tot   | Opmerkingen  |
| ------------------ | ------------------------------- | ---- | ----- | ------------ |
| Thomas Rongen      | Los Angeles Aztecs              | 1979 | 1980  |              |
| Thomas Rongen      | Washington Diplomats            | 1980 | 1980  |              |
| Thomas Rongen      | Fort Lauderdale Strikers        | 1981 | 1983  |              |
| Thomas Rongen      | Minnesota Strikers              | 1984 | 1985  |              |
| Thomas Rongen      | South Florida Sun               | 1985 | 1985  |              |
| Thomas Rongen      | Chicago Sting                   | 1985 | 1986  |              |
| Thomas Rongen      | Houston Dynamos                 | 1987 | 1987  |              |
| Thomas Rongen      | Fort Lauderdale Strikers        | 1988 | 1988  |              |
| Jan Goossens       | Edmonton Drillers               | 1979 | 1982  |              |
| Jan Goossens       | San Jose Earthquakes            | 1983 | 1984  |              |
| Guus Hiddink       | San Jose Earthquakes            | 1977 | 1977  |              |
| Guus Hiddink       | Washington Diplomats            | 1976 | 1976  |              |
| Johan Cruijff      | Los Angeles Aztecs              | 1979 | 1979  |              |
| Johan Cruijff      | Washington Diplomats            | 1980 | 1981  |              |
| Leo van Veen       | Los Angeles Aztecs              | 1979 | 1980  |              |
| Wim Suurbier       | Los Angeles Aztecs              | 1979 | 1981  |              |
| Wim Rijsbergen     | New York Cosmos                 | 1979 | 1983  |              |
| Johan Neeskens     | Minnesota Strikers              | 1985 | 1985  |              |
| Johan Neeskens     | Fort Lauderdale Strikers        | 1986 | 1986  |              |
| Johan Neeskens     | New York Cosmos                 | 1979 | 1984  |              |
| Wim Jansen         | Washington Diplomats            | 1982 | 1983  | ook in 1980  |
| Dick Advocaat      | Chicago Sting                   | 1979 | 1980  |              |
| Peter Ressel       | San Jose Earthquakes            | 1978 | 1978  |              |
| Peter Ressel       | Chicago Sting                   | 1979 | 1979  |              |
| Rob Rensenbrink    | Portland Timbers                | 1980 | 1980  |              |
| Jan van Beveren    | Fort Lauderdale Strikers        | 1980 | 1983  |              |
| Jan van Beveren    | Dallas Sidekicks                | 1984 | 1986  |              |
| Ruud Krol          | Vancouver Whitecaps             | 1980 | 1980  |              |
| Koos Waslander     | Fort Lauderdale Strikers        | 1980 | 1980  |              |
| Henk ten Cate      | Edmonton Drillers               | 1980 | 1980  |              |
| Theo Laseroms      | Pittsburgh Phantoms             | 1967 | 1967  |              |
| Hans Kraay jr.     | Edmonton Drillers               | 1979 | 1979  |              |
| Hans Kraay jr.     | San Jose Earthquakes            | 1980 | 1980  |              |
| Frans Thijssen     | Vancouver Whitecaps             | 1984 | 1985  |              |
| Wim Suurbier       | San Jose Earthquakes            | 1982 | 1982  |              |
| Harry van den Ham  | Tulsa Roughnecks                | 1980 | 1980  |              |
| Co Prins           | Pittsburgh Phantoms             | 1967 | 1967  |              |
| Co Prins           | New York Generals               | 1968 | 1968  |              |
| Willem van Hanegem | Chicago Sting                   | 1979 | 1979  |              |
| Lex Schoenmaker    | Fort Lauderdale Strikers        | 1981 | 1981  |              |
| Lex Schoenmaker    | Edmonton Drillers               | 1980 | 1980  |              |
| Dwight Lodeweges   | Minnesota Strikers              | 1984 | 1990  |              |
| Dwight Lodeweges   | Montreal Manic                  | 1983 | 1983  |              |
| Dwight Lodeweges   | Edmonton Drillers               | 1979 | 1982  |              |
| Rein Baart         | FC Edmonton                     | 2010 | 2011  |              |
| Sander van Gessel  | FC Edmonton                     | 2010 | 2011  |              |
| Ezra Schrijver     | FC Edmonton                     | 2010 | 2011  |              |
| Paul Matthijs      | FC Edmonton                     | 2010 | 2011  |              |
| Ko Pot             | Fort Lauderdale Strikers        | 1980 | 1982  |              |
| Fred Bravenboer    | Pittsburgh Phantoms             | 1967 | 1967  |              |
| Pieter de Groot    | Pittsburgh Phantoms             | 1967 | 1967  |              |
| Cees Smit          | Pittsburgh Phantoms             | 1967 | 1967  |              |
| Robert de Vries    | Pittsburgh Phantoms             | 1967 | 1967  |              |
| Henk Houwaart      | San Francisco Golden Gate Gales | 1967 | 1967  |              |
| Kees Aarts         | San Francisco Golden Gate Gales | 1967 | 1967  |              |
| Harry Heijnen      | San Francisco Golden Gate Gales | 1967 | 1967  |              |
| Ton Thie           | San Francisco Golden Gate Gales | 1967 | 1967  |              |
| Dick Advocaat      | San Francisco Golden Gate Gales | 1967 | 1967  |              |
| Henny Ardesch      | San Francisco Golden Gate Gales | 1967 | 1967  |              |
| Piet de Zoete      | San Francisco Golden Gate Gales | 1967 | 1967  |              |
| Joop Jochems       | San Francisco Golden Gate Gales | 1967 | 1967  |              |
| Lambert Maassen    | San Francisco Golden Gate Gales | 1967 | 1967  |              |
| René Pas           | San Francisco Golden Gate Gales | 1967 | 1967  |              |
| Lex Schoenmaker    | San Francisco Golden Gate Gales | 1967 | 1967  |              |
| Theo van der Burch | San Francisco Golden Gate Gales | 1967 | 1967  |              |
| Freek van der Lee  | San Francisco Golden Gate Gales | 1967 | 1967  |              |
| Aad Mansveld       | San Francisco Golden Gate Gales | 1967 | 1967  |              |
| Harry Vos          | San Francisco Golden Gate Gales | 1967 | 1967  |              |
| Ton Blanker        | Los Angeles Lazers              | 1987 | 1988  |              |
| Jan van der Veen   | San Diego Sockers               | 1978 | 1978  |              |
| Jan van der Veen   | Tampa Bay Rowdies               | 1979 | 1981  | en 1983      |
| Jan van der Veen   | California Surf                 | 1981 | 1981  |              |
| Jan van der Veen   | Phoenix Inferno                 | 1981 | 1982  |              |
| Jan van der Veen   | Wichita Wings                   | 1983 | 1984  |              |
| Robert Vosmaer     | Philadelphia Fury               | 1980 | 1980  |              |
| Robert Vosmaer     | Montreal Manic                  | 1981 | 1982  |              |
| Robert Vosmaer     | Chicago Sting                   | 1982 | 1983  | en 1985-1987 |
| Robert Vosmaer     | Pittsburgh Spirit               | 1983 | 1984  |              |
| Robert Vosmaer     | Charlotte Gold                  | 1984 | 1984  |              |
| Robert Vosmaer     | Milwaukee Wave                  | 1987 | 1989  |              |
| Ton Wareman        | Kansas City Comets              | 1987 | 1988  |              |
| Kenneth Vermeer    | Los Angeles FC                  | 2020 | heden |              |

Voetbalbonden ·
Albanië ·
Angola ·
Armenië ·
Australië ·
Azerbeidzjan ·
Bahrein ·
België ·
Bhutan ·
Bulgarije ·
Canada ·
China ·
Congo-Kinshasa · 
Cyprus ·
Denemarken ·
Duitsland ·
Egypte ·
Engeland ·
Estland ·
Ethiopië ·
Faeröer ·
Filipijnen ·
Finland ·
Frankrijk ·
Georgië ·
Ghana ·
Griekenland ·
Hongarije ·
Hongkong ·
Ierland ·
IJsland ·
Indonesië ·
Iran ·
Israël ·
Italië ·
Japan ·
Kazachstan ·
Koeweit ·
Litouwen ·
 Luxemburg ·
Maleisië ·
Malta ·
Marokko ·
Mexico ·
Namibië ·
Nieuw-Zeeland ·
Noorwegen ·
Oekraïne ·
Oezbekistan ·
Oostenrijk ·
Polen ·
Portugal ·
Qatar ·
Roemenië ·
Rusland ·
Rwanda ·
Saoedi-Arabië ·
Schotland ·
Singapore ·
Slovenië ·
Slowakije ·
Spanje ·
Tanzania ·
Turkije ·
Tuvalu ·
VAE ·
Venezuela ·
Verenigde Staten ·
Vietnam ·
Zimbabwe ·
Zuid-Afrika ·
Zuid-Korea ·
Zweden ·
Zwitserland